# Portrait de Catherine Balebina
Portrait de Catherine Balebina est un tableau peint par Lev Roussov en 1956. Il mesure 60 cm de haut sur 50 cm de large. Il est conservé dans une collection privée à Moscou.
Roussov rencontra la fille de Vassily Balebine en 1955, et ils se marièrent en 1959. Catherine Balebina avait alors 22-23 ans lorsqu'elle posa pour ce portrait.